# Kordiemuczasz
Kordiemuczasz (ros. Кордемучаш) – wieś (dieriewnia) w Rosji, w Mari El, w rejonie sowieckim. W 2010 liczyła 108 mieszkańców.